# Katagatame

Kata gatame

Katagatame é estrangulamento do jiu-jitsu e do judô, aplicado com a guarda passada. O lutador passa um braço por baixo do pescoço do oponente e o outro por fora do braço esticado.
O principal conceito do estrangulamento Katagatame chama-se “Pressão Continua”. O conceito de Pressão Continua, é manter uma pressão no estrangulamento, que seja desconfortável para o quem está sendo estrangulado, mas que seja confortável para que esta estrangulando. Ou seja, de nada adianta fazer muita força no estrangulamento e conseguir manter por apenas 4 ou 5 segundos, e depois desse período aliviar a pressão, dando espaço para que o o sangue volte a circular e o adversário consiga respirar